# Formelle und informelle Institutionen
Formelle und informelle Institutionen werden hinsichtlich der Formalität der Regelkomponente einer Institution klassifiziert.

## Formelle Institution
Eine formelle Institution ist eine Institution, die gestaltbar ist und eine Bindungskraft nur mit Hilfe formeller Sanktionierung entfalten kann. Sie ist in der Regel schriftlich festgehalten. Der Gegenbegriff ist die informelle Institution.
Als Beispiele können geschriebene Verhaltensregeln wie Gesetze oder Verfassungen gelten.

## Informelle Institution
Eine informelle Institution ist dagegen eine Institution, die einer evolutionären Entwicklung unterliegt und eine hohe Bindungskraft auch ohne formelle Sanktionierung entfaltet. Auch ist sie nicht zwangsläufig schriftlich festgehalten. Der Gegenbegriff ist die formelle Institution.
Als Beispiele können ungeschriebene Verhaltensregeln wie Normen, Sprache oder Kultur gelten.